# Associazione Calcio Savoia 1908
Maillots
L'Associazione Sportiva Dilettantistica Associazione Calcio Savoia 1908 est un club italien de football fondé en 1908 et basé à Torre Annunziata.
La meilleure performance du club en championnat d'Italie est une place de finaliste acquise lors de la saison 1923-1924.
Le club joue ses matchs à domicile au Stade Alfredo Giraud.

## Historique des noms
- 1908-1928 : Unione Sportiva Savoia
- 1928-1930 : Savoia
- 1930-1936 : Fascio Sportivo Savoia
- 1936-1937 : Associazione Calcio Torre Annunziata
- 1937-1938 : Spolettificio Torre Annunziata
- 1938-1943 : Unione Sportiva Savoia
- 1944-1945 : Associazione Calcio Torrese
- 1945-1946 : Ilva Torrese
- 1946-1955 : Unione Sportiva Torrese
- 1955-1963 : Unione Sportiva Savoia
- 1963-1970 : Associazione Polisportiva Savoia
- 1970-1978 : Associazione Polisportiva Savoia 1908
- 1978-2001 : Associazione Calcio Savoia 1908
- 2001-2002 : Football Club Intersavoia
- 2002-2004 : Società Sportiva Savoia
- 2004-2010 : Football Club Savoia 1908
- 2010-2011 : Associazione Sportiva Dilettantistica Calcio Savoia
- 2011-2015 : Associazione Calcio Savoia 1908
- 2015-2017 : Associazione Sportiva Dilettantistica Oplonti Pro Savoia
- 2017-2018 : Associazione Sportiva Dilettantistica Savoia 1908
- 2018- : Associazione Sportiva Dilettantistica Unione Sportiva Savoia 1908